# Amerikaanse pijlstaartrog
De Amerikaanse pijlstaartrog (Hypanus americanus) is een vis uit de familie van pijlstaartroggen (Dasyatidae), orde Myliobatiformes, die voorkomt in het noordwesten, westen en zuidwesten van de Atlantische Oceaan, de Caraïbische Zee en de Golf van Mexico

## Beschrijving

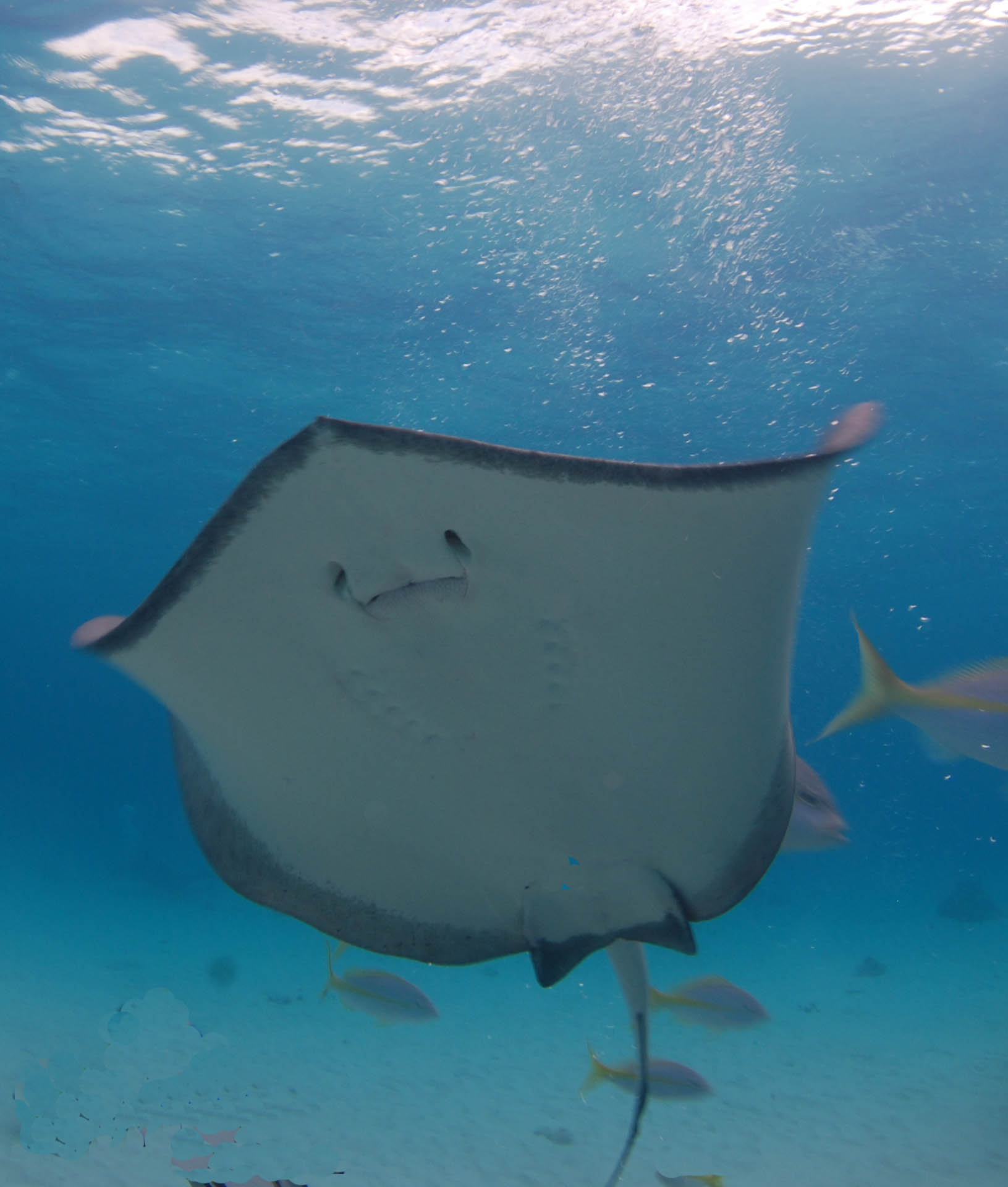
Amerikaanse pijlstaartrog van onderen gezien

De Amerikaanse pijlstaartrog kan een lengte bereiken van 200 centimeter. De rog heeft een ruitvormig lichaam dat aan de onderzijde wit-, en aan de bovenzijde bruingekleurd is. De stekel op de staart is giftig en dient voor zelfverdediging.
De drie tot vijf jongen worden na een zwangerschapsperiode van 5-9 maanden geboren.

## Leefwijze
De Amerikaanse pijlstaartrog is een zout- en brakwatervis die voorkomt in subtropische wateren op een diepte van maximaal 53 meter.
De rog leeft vooral van vis, schaal- en weekdieren.

## Relatie tot de mens

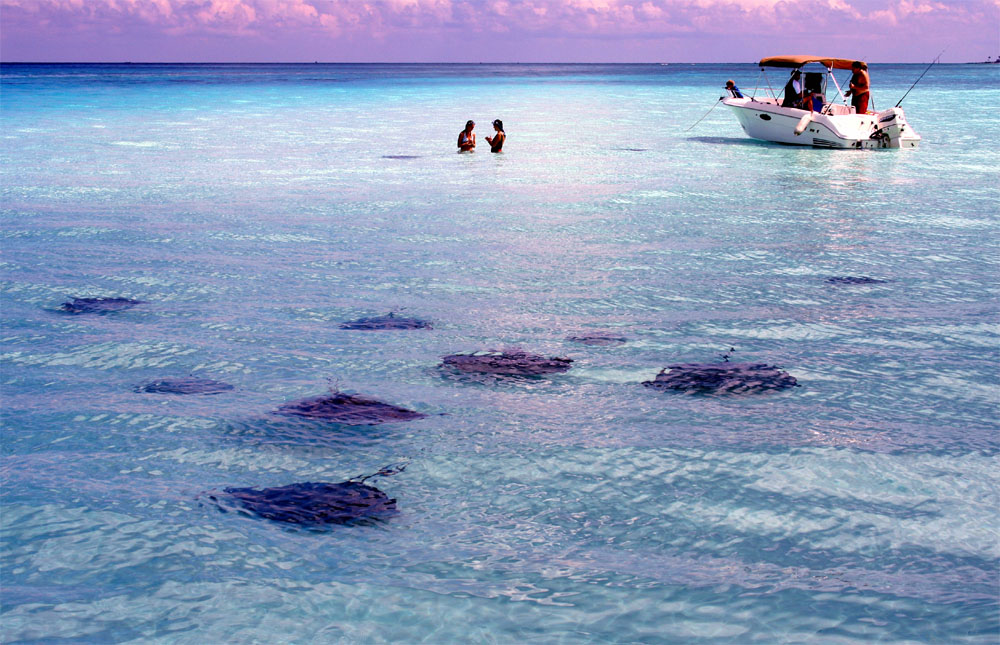
Pijlstaartroggen in Stingray City

De Amerikaanse pijlstaartrog is voor de visserij van aanzienlijk commercieel belang. Bovendien wordt er op de vis gejaagd in de hengelsport. Voor de mens is de Amerikaanse pijlstaartrog ongevaarlijk. In sommige gebieden, zoals het eiland Grand Cayman van de Kaaimaneilanden is deze rog een grote toeristische attractie. Duikers en snorkelaars zwemmen hier met de roggen die met de hand worden gevoerd op de locatie Stingray City.